# Learmonth
Learmonth är en flygplats i Australien. Den ligger i kommunen Exmouth och delstaten Western Australia, omkring 1 100 kilometer norr om delstatshuvudstaden Perth. Learmonth ligger 7 meter över havet.
Trakten är glest befolkad.
Klimatförhållandena i området är arida. Genomsnittlig årsnederbörd är 309 millimeter. Den regnigaste månaden är januari, med i genomsnitt 91 mm nederbörd, och den torraste är augusti, med 1 mm nederbörd.